# Баташи (Кировская область)
Баташи — деревня в Слободском районе Кировской области в составе Ленинского сельского поселения.

## География
Находится на расстоянии примерно 6 км на юг от поселка Вахруши.

## История
Известна с 1671 года как деревня Братчинская с 2 дворами. В 1764 году в деревне учтено 26 жителей.
В 1873 году здесь (Братчинская или Табашево учтено дворов 24 и жителей 167, в 1905 35 и 204, в 1926 (уже Баташи) 49 и 275, в 1950 69 и 190. В 1989 году оставался 81 житель. 

## Население
Постоянное население  составляло 55 человек (русские 100%) в 2002 году, 54 в 2010.